# Wentang (köpinghuvudort i Kina, Jiangxi Sheng, lat 27,69, long 114,29)
Wentang är en köpinghuvudort i Kina. Den ligger i provinsen Jiangxi, i den sydöstra delen av landet, omkring 190 kilometer sydväst om provinshuvudstaden Nanchang. Antalet invånare är 22 678. Befolkningen består av 10 744 kvinnor och 11 934 män. Barn under 15 år utgör 21,0 %, vuxna 15-64 år 68 %, och äldre över 65 år 9,0 %.
Runt Wentang är det tätbefolkat, med 343 invånare per kvadratkilometer. Närmaste större samhälle är Yichunshi, 14,8 km nordost om Wentang. I omgivningarna runt Wentang växer i huvudsak blandskog.
Genomsnittlig årsnederbörd är 2 270 millimeter. Den regnigaste månaden är maj, med i genomsnitt 375 mm nederbörd, och den torraste är oktober, med 33 mm nederbörd.